# 木野日菜
木野日菜（日语：／ Kino Hina，1997年2月12日—）是日本的女性聲優，埼玉縣出身。Amuleto所屬。

## 人物
興趣是觀賞電影與和貓玩耍。
2023年3月21日，Twitter個人帳戶宣布，圈外一般男性結婚發表。

## 演出作品
※粗體字為主要角色。

### 電視動畫
2014年
- 大圖書館的牧羊人（女服務生1）

2015年
- 我被抓到貴族女校當「庶民樣本」（大小姐、女僕）
- 不思議美眉（倉鼠、梅努斯、海獺、人造人1260號）

2016年
- 只有我不存在的城市（美里）
- 偶像學園STARS！（鳴瀨步美）
- LoveLive! Sunshine!!（女學生、女大學生、學生、小孩、女孩子）
- 魔裝學園H×H（希薇亞·希爾古卡特[2]）
- Scared Rider Xechs（女性A）
- Qualidea Code（學生）

2017年
- 廢天使加百列（小孩、女子、貓、上野、客、亞歷山大、貴賓犬）
- 末日時在做什麼？有沒有空？可以來拯救嗎？（可蓉）
- 戰姬絕唱SYMPHOGEAR AXZ（ティキ）
- 便利商店情人（回憶中的女孩子、女子、真四季美空）
- Princess Principal（茱莉）

2018年
- 團團喵
- 刀使之巫女（糸見沙耶香[3]）
- Slow Start（藤井斑比）
- 愛在雨過天晴時（女孩子）
- HUG！光之美少女（女性、鈴香、女性客）
- 漫畫女孩（琉姬的書迷）
- 惡魔高校D×D HERO（小孩）
- 遊戲3人娘（本田華子[4]）
- OVERLORD III（庫蒂麗卡）
- 不受歡迎之家（紐手時世〈桃園しばり〉）

2019年
- 刀劍神域 Alicization（里涅爾·辛賽西斯·推尼耶特）
- 迷你刀使（糸見沙耶香[5]）
- 輝夜姬想讓人告白～天才們的戀愛頭腦戰～（美紀）
- 動物朋友2（瓶鼻海豚）
- Star☆Twinkle 光之美少女（芙娃）
- 笑容的代價（諾薇·蘭古佛特）
- 天使降臨到我身邊！（松本友奈）
- 拾又之國（女孩子）
- 我們真的學不來！（加奈）
- 彼方的阿斯特拉（芙尼西亞·拉法埃利[6]）
- 異世界超能魔術師（謎之雙胞胎／米洛、梅洛）
- YU-NO 在這世界盡頭詠唱愛的少女（愛）
- 非洲的動物上班族（殺傷倉鼠[7]）
- 刀劍神域 Alicization War of Underworld（里涅爾·辛賽西斯·推尼耶特）

2020年
- 成群結伴！西頓學園（大狼蘭華[8]）
- 魔法紀錄 魔法少女小圓外傳（黑羽毛）
- 噴嚏大魔王2020（嬰兒）
- 閃躍吧！星夢☆頻道（茶釜松らいあ）
- 勇者鬥惡龍 達伊的大冒險（米娜）
- 熊熊勇闖異世界（芙蘿拉）

2021年
- ICHU偶像进行曲（女孩子、彩羽）
- 天地創造設計部（健太、圖鑑）
- 神奇柑仔店（まめ、つぶ）
- 冰冰冰 冰淇淋君（瑪布布）
- 月與萊卡與吸血公主（阿妮雅·西蒙尼揚）
- 陰陽眼見子（恭介的朋友B）
- SAKUGAN（リージア）

2022年
- Petit Sekai（鳳笑夢、女性客）
- 自称贤者弟子的贤者（潘姆）
- 平家物語（夜叉御前、後鳥羽天皇）
- RPG不動產（弗雅）
- 鬼褲衩（少女）
- 屁屁偵探（[9]）
- 派對咖孔明（雙馬尾）
- 冰冰冰 冰淇淋君2（瑪布布）
- 打工吧！！魔王大人（阿拉斯·拉瑪斯）
- 盛開的阿斯諾特莉亞 吸！（アントロポソフィア）
- 軟軟噗尼寵物小精靈（くーるん）
- 菜鳥鍊金術師開店營業中（蘿蕾雅）
- 戀愛Flops（各國拉布林）
- 我想成為影之強者！（闇影庭園路人）

2023年
- Buddy Daddies 殺手奶爸（海坂美俐[10]）
- 妖幻三重奏（月丘露西[11]）
- 遊戲王GO RUSH（可愛的聲音、珠步）
- 擁有超常技能的異世界流浪美食家（史伊[12]）
- 間諜教室（菲涅）
- 關於我在無意間被隔壁的天使變成廢柴這件事（女學生）
- 熊熊勇闖異世界 PUNCH！（芙蘿拉[13]）
- World Dai Star（儒艮）
- 天國大魔境（歐瑪）
- 英雄教室（庫夫林[14]）
- 家裡蹲吸血姬的鬱悶（峰永小春[15]）
- 藥師少女的獨語（里樹妃[16]）
- 某大叔的VRMMO活動記（娜塔妮亞[17]）

2024年
- 公主殿下，「拷問」的時間到了（庫伊）
- 不死不運（巴克斯）
- 戰國妖狐（不幸）
- 終末的火車前往何方？（東雲晶[18]）
- 0歲幼兒全力衝刺開展第二人生（莉莉雅·卡羅爾[19]）
- 曾經、魔法少女和邪惡相互為敵。（史萊姆）
- 異世界失格（美樂斯[20]）
- 【我推的孩子】 第2期（月讀[21]）
- 軟軟噗尼寵物小精靈 噗尼2（くーるん[22]）
- 膽大黨（矯健長髮女的女兒）

2025年
- 藥師少女的獨語 第2期（里樹妃[23]）
- SAKAMOTO DAYS 坂本日常（坂本花[24]）
- 異修羅 第2期（韜晦的蕾娜）
- 金牌得主（三家田涼佳[25]）
- 我與尼特女忍者的莫名同居生活（夏見叶愛[26]）
- 0歲幼兒全力衝刺開展第二人生 第2期（莉莉雅·卡羅爾[27]）
- 末日後酒店（玉子[28]）
- 軟軟噗尼寵物小精靈 噗尼3（くーるん[29]）
- 擁有超常技能的異世界流浪美食家2（史伊[30]）

### OVA
2017年
- 廢天使加百列（史萊姆）

2018年
- 來玩遊戲吧 OVA1（本田華子）
- 來玩遊戲吧 OVA2（本田華子）

2019年
- 天使降臨到我身邊！（松本友奈）

### 劇場版動畫
2015年
- 颱風的諾爾達

2019年
- 光之美少女 Miracle Universe（芙娃[31]）
- HELLO WORLD（女學生）

2020年
- 光之美少女 Miracle Leap 與大家不可思議的一天（芙娃[32]）

2021年
- 龍與雀斑公主

2022年
- 劇場版 擅長捉弄人的高木同學

2024年
- 成為星星的少女（水野幸[33]）

2025年
- 劇場版 世界計畫 崩壞的世界與無法歌唱的初音未來（鳳笑夢[34]）

### 網路動畫
2024年
- 吉利蛋、狩獵以及捉迷藏（芽久[35]）

### 遊戲
2014年
- 萬千回憶（夢幻的魔怪盗莉乃）

2015年
- Infinite Drive
- STEINS;GATE 0（來嶋楓[36]）
- 蘇菲的鍊金工房～不可思議書的鍊金術士～（亞托米娜）

2016年
- 格林筆記（葛麗特[37]）
- New World（全力猛進）

2018年
- 刀使之巫女 刻印一閃之燈火（糸見沙耶香[38]）

2019年
- 怪物彈珠（烏莉莉）

2020年
- 閃耀幻想曲（色川美姬[39]、弗雅）
- 世界計畫 繽紛舞台！ feat.初音未來（鳳笑夢）
- Crash Fever（潘乃德）

2021年
- LOOPERS  （堀井）[40]

2022年
- 崩壞3rd（格蕾修）
- 碧藍航線（雅努斯）

2023年
- 原神（希格雯）
- 聖火降魔錄 Engage（奧爾坦希亞）

2024年
- 聖火降魔錄 英雄雲集（奧爾坦希亞）
- 白荆回廊（長謠）

## 外部連結
- 事務所公開簡歷 （页面存档备份，存于）（日語）
- 木野日菜的X（前Twitter）（日語）